# 大橋麻美子
大橋 麻美子（おおはし まみこ、1975年7月10日 - ）は、中京圏を拠点に活動している日本のフリーアナウンサー。

## 略歴
岐阜県出身。金城学院中学校・高等学校卒業。1994年、ミスかかみがはらに選ばれる。
金城学院大学家政学部児童学科を卒業後、1998年に中部日本放送(CBC)にアナウンサーとして入社。(同期アナウンサーに若狭敬一)地域情報番組やバラエティ番組などに出演した。
2003年にCBCを退社し、圭三プロダクション所属のフリーアナウンサーになる。
2015年頃に名古屋に戻り、中部地方での活動を開始。2016年2月下旬、古巣のCBCテレビとCBCラジオで放送の『中日新聞ニュース』に出演した。
2021年から母校の金城学院大学で国際情報学部の非常勤講師（本人Instagramアカウント（下記外部リンク節を参照）のプロフィールにも記載あり。）を2024年まで務める。2025年時点では特定の芸能事務所に所属せずにフリーランスで活動。
2023年4月に社会構想大学院大学に入学。2025年3月に卒業。
2025年4月に岐阜県大垣市に本部を置く学校法人平野学園（ヴィジョンネクスト情報デザイン専門学校、清凌高等学校などを運営）に再就職。2026年開校予定のビジネススクール『環境経営大学院大学（NECSUS）』（校舎は旧・大垣市立多良小学校）の広報を担当する。尚、CBCラジオの一部の番組（北野誠のズバリ、マミーゴ♪とワクワクしたい仲間たち）は引き続き出演する。

## 現在の出演番組

### ラジオ
- 北野誠のズバリ（CBCラジオ）
  - 木曜日アシスタント（2016年6月 - 9月、氏田朋子の産休中の代役）
  - 水曜日アシスタント（2017年 - 2022年3月）
  - 金曜日アシスタント（2022年4月 - 2023年3月）
  - 北野誠のズバリサタデーアシスタント（2022年6月 - 11月、2023年3月 - 4月、加藤由香の休演、育児休暇中の代役）
  - 月曜日アシスタント（2023年4月 - ）
- マミーゴ♪とワクワクしたい仲間たち（CBCラジオ、2021年4月5日 - ）

## 過去の出演番組

### テレビ

#### CBC在籍時
- ぱっかうけCBC（CBCテレビ）
- @いわせるCBC（CBCテレビ）
- 視聴率ダイオー（CBCテレビ）
- 板東英二の輝け☆新タレント名鑑（CBCテレビ）
- 遊名人（CBCテレビ）
- 上々百選（CBCテレビ） - ナレーター
- そこが知りたい 特捜!板東リサーチ（CBCテレビ） - リポーター
- エキスポ2005（CBCテレビ）
- 天才クイズ（CBCテレビ） - アシスタント
- ノブナガ（CBCテレビ）[2]
- ユーガッタ!CBC（CBCテレビ） - 中継コーナー「週末パーナビ」担当[2]
- CBCニュース（CBCテレビ）

#### フリー転身後
- NHK海外ネットワーク（NHK） - ナレーター
- デイリープラネット（日テレNEWS24）
- NNN24ナイトリーニュース24（日テレNEWS24）
- ミッドナイトジャーナル（日テレNEWS24） - キャスター
- どきどきわくわくお金の話（野村サテライト） - キャスター
- ITライブ（ビジネス・ブレークスルーチャンネル） - アシスタント
- NAiSモーニングサテライト（パナソニック電工） - キャスター
- テレビニュース（NTT東日本） - キャスター
- 摩訶!ジョーシキの穴（日本テレビ） - リポーター
- NNNニュースプラス1（日本テレビ） - リポーター
- 開運オタク、旅に出る。拝啓神様、ご利益もらいすぎちゃってごめんなさい（テレビ神奈川、2024年4月28日）
- CBCニュース（CBCテレビ） - 2016年2月から2024年9月まで。主に深夜と早朝のニュースを担当[12]。

### テレビ
- ゴゴスマ -GO GO!Smile!-（CBCテレビ） - ナレーション担当（2023年4月 - 2025年3月27日）[13]。

### ラジオ

#### CBC在籍時
- 多田しげおの気分爽快!!朝からP・O・N（CBCラジオ、1999年4月 - 2000年10月） - アシスタント
- easyM（CBCラジオ、1999年10月 - 2000年3月）
- 0時半です松坂屋ですカトレヤミュージックです（CBCラジオ） - 司会
- CBCこども音楽コンクール（CBCラジオ） - 司会
- 中日新聞ニュース（CBCラジオ）

#### フリー転身後
- 多田しげおの気分爽快!!朝からP・O・N（CBCラジオ、2016年4月 - 2017年9月） - アシスタント
- 大津功のイケ爺になりた〜い!（CBCラジオ、2020年7月 - 2021年9月）
- 中日新聞ニュース（CBCラジオ） - 2016年2月から2024年9月。主に深夜と早朝のニュースを担当[12]。
- 見つけた!あいち輝きカンパニー（CBCラジオ、2024年4月 - 2025年3月）